# Твердыш (остров)
Тверды́ш — остров в Выборгском заливе (ранее в устье Вуоксы). Ранее носил названия Слотсхо́лмен, Ли́ннаса́ари (Ли́ннанса́ари) (швед. Slottsholmen, фин. Linnasaari — Замковый остров). Современное название закрепилось после Великой Отечественной войны.

## География
С юго-востока от материковой части остров отделён Крепостным проливом (ширина 90—320 м.), с северо-запада — Гвардейским проливом (ширина 100—400 м.). Для соединения с материком служат мосты: Крепостной, Петровский и Финляндский (железнодорожный) на юго-востоке, а также мост Дружбы (железнодорожный) на северо-западе. Кроме того, Твердыш соединяется двумя мостами с Гвардейским островом, а также ещё с несколькими небольшими островами.
Длина острова Твердыш — от 1 до 3,5 км, ширина — от 1 до 2 км. Площадь — около 4,8 км². Территориально остров расположен в Петровском микрорайоне города Выборга. На острове располагаются условные районы Выборгский, Петровский, Северный; парк Монрепо.

## История
Как и Замковый остров, до XVI—XVII веков Твердыш являлся островом в западном устье реки Вуоксы.
Предания, сохранявшиеся в Выборге до XVI века, говорили о том, что ещё до основания Выборгского замка на острове Твердыш существовало некое предшествующее ему поселение «Старый Выборг». Более того, именно такое официальное название до 1944 года носил городской район Пикируукки. Именно там начались первые изыскания финских археологов, которые впоследствии продолжили советские учёные, но эти попытки окончились неудачей.